# Общество потребления
О́бщество потребле́ния (англ. consumer society) — понятие, обозначающее совокупность общественных отношений, организованных на основе индивидуального потребления, опосредованного рынком. Его экономическим базисом является потребительский капитализм.
Общество потребления характеризуется массовым потреблением материальных благ и формированием соответствующей системы ценностей и установок.
Изучение общества потребления как социального феномена можно рассматривать как одно из направлений теории моды.

## Общая характеристика
Общество потребления возникает в результате развития капитализма, сопровождаемого бурным экономическим и техническим развитием и такими социальными изменениями, как рост доходов, существенно изменяющий структуру потребления; снижение продолжительности рабочего дня и рост свободного времени; размывание классовой структуры; индивидуализация потребления.

## Черты общества потребления

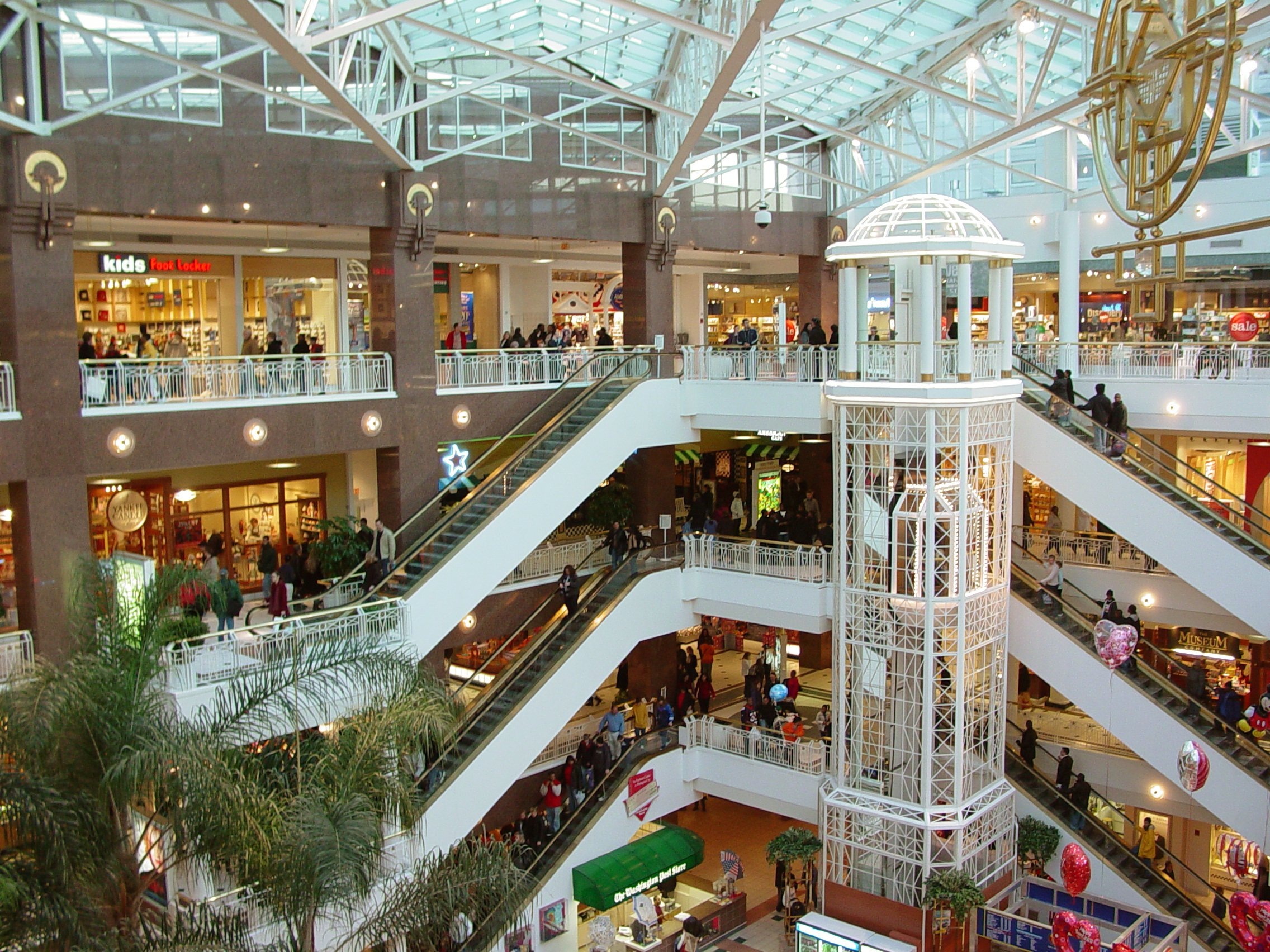
Торговый центр

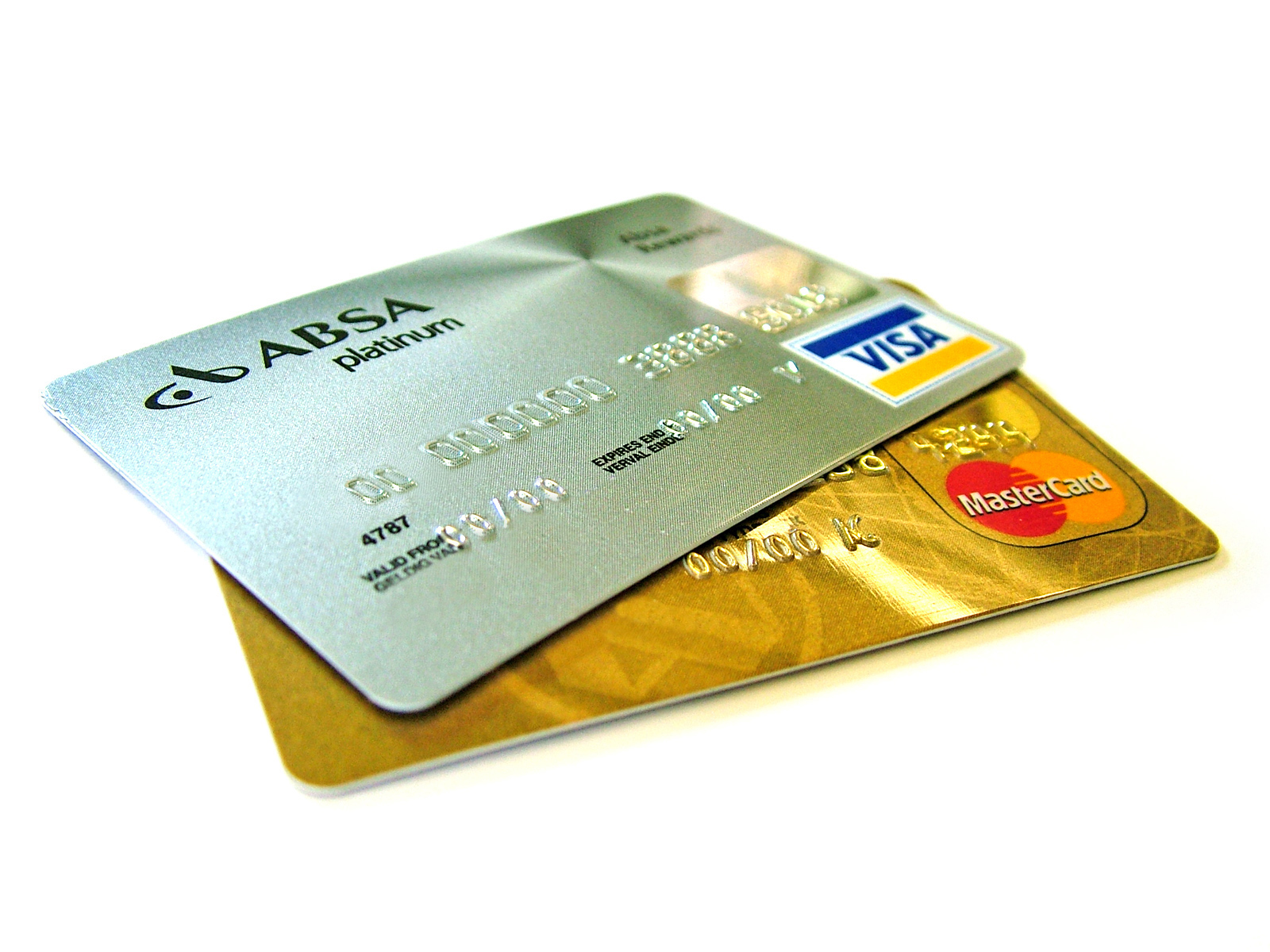
Кредитные карточки

- Потребление большинства членов общества выходит за рамки борьбы за физическое существование, товары приобретаются не в связи с практической необходимостью, а для некоего морального удовлетворения.
- Широкое распространение приобретает шопинг — посещение магазинов как форма досуга и самоцель. Это стимулирует появление крупных супермаркетов и торговых центров.
- Революция в сфере коммуникаций (распространение интернета, сетей мобильной связи) приводит к расширению сферы общения и появлению новой инфраструктуры услуг.
- Экономическая система тесно переплетается с культурой потребления. Бизнес производит такие феномены культуры, как вкусы, желания, ценности, нормы поведения, интересы. Важную роль в этом играет реклама.
- Человек в обществе потребления стремится, чтобы, с одной стороны, быть «не хуже других», а с другой — «не сливаться с толпой». Индивидуальное потребление отражает не только социальные характеристики потребителя, являясь демонстрацией его социального статуса, но и особенности его индивидуального образа жизни.
- Появляется развитая система кредитования, банковские карточки, дорожные чеки, карты постоянных покупателей и тому подобное. Всё это стимулирует покупки.
- Система кредитования превращается в основу социального контроля, когда благополучие основывается на вещах, приобретённых в кредит, возврат которого зависит от стабильного заработка. Помимо прямых кредитов, в цене товаров потребитель оплачивает стоимость кредитов производителей и реализаторов. Согласно исследованиям, проведённым сотрудниками системы банков JAK (Швеция), в Германии к 1993 году средняя «процентная» составляющая от общей стоимости на товары и услуги достигала 50 %. В 2000 году 80 % населения, покупая товары, в конечном счете более 50 % суммы уплачивали за «процентную» составляющую, для 10 % эта нагрузка составила чуть меньше 50 %, и только для оставшихся 10 % кредитная нагрузка была менее 30 % от конечной стоимости покупки.[4]
- Существенно изменяется структура стоимости товаров и услуг. Часто в неё включается наценка за «торговую марку» (бренд), когда товары «известных» фирм могут стоить гораздо дороже ничем не отличающихся от них аналогов.
- Ускоряются процессы изменения моды. Вещи в глазах потребителей обесцениваются и устаревают быстрее, чем физически изнашиваются. Вводится систематическая смена одних поколений вещей другими. В обществе потребления человек, «отставший от моды», чувствует себя символически бедным.
- Физкультура и спорт проходят процесс коммерциализации. Профессиональные спортивные клубы становятся производителями зрелищ и покупателями спортсменов.
- Происходит коммерческая стандартизация внешнего вида, появляется «индустрия красоты». Широкое распространение получают омолаживающие процедуры, пластические операции.

## Аргументы в защиту общества потребления
Среди социологов и общественных деятелей имеется немало сторонников общества потребления и потребительства. Их основные тезисы таковы:
- Потребление способствует возникновению хорошего и ответственного правительства, способствующего долгосрочной социальной стабильности, необходимой для общества.
- В обществе потребления производители имеют стимул совершенствовать и создавать новые товары и услуги, что способствует прогрессу в целом.
- Высокие потребительские стандарты являются стимулом для зарабатывания денег и, как следствие, упорной работы, продолжительной учёбы, повышения квалификации.
- Потребление способствует снижению социальной напряжённости.
- Потребительские мотивы поведения смягчают национальные и религиозные предрассудки, что способствует снижению экстремизма, повышению терпимости. Кроме того, человек в обществе потребления, как правило, менее склонен к риску.
- Потребление сырья и товаров из стран «третьего мира» способствует их развитию.

## Аргументы против общества потребления
- Общество потребления делает человека зависимым, несамостоятельным.
- Основной целью индивидуума становится потребление, а упорная работа, учёба, повышение квалификации представляют собой лишь побочный эффект.
- Основой общества потребления являются природные ресурсы, большинство которых относится к невосполнимым.
- Общество потребления существует исключительно в странах с развитой экономикой, в то время как страны третьего мира используются в качестве сырьевого придатка и поставщика дешёвой рабочей силы.
- В обществе потребления поощряется ускорение процессов. В том числе ускоряются отрицательные, разрушительные процессы.
- В обществе потребления снижается юридическая ответственность отдельного человека. Так, например, за загрязнение окружающей среды выбросами заводов санкции можно предъявить только производителю, но не потребителю товаров, при производстве которых происходило загрязнение. Потребитель лишь оплатит более высокую цену, но не будет считаться нарушителем закона или заказчиком преступного деяния.
- Двойственность процесса развития. Для функционирования общества потребления достаточно лишь тонкой прослойки людей, обеспечивающих прогресс. К ним предъявляются повышенные требования. Остальная, большая часть общества занимается тем, что обеспечивает бесперебойную работу техники. Требования к таким людям снижаются.
- Моральные ценности общества потребления отрицают необходимость всестороннего умственного, нравственного и духовного развития человека. Это ведёт к оболваниванию людей, деградации их как личностей, упадку массовой культуры. Кроме того, это упрощает манипулирование сознанием, так как тёмных, невежественных людей очень легко обмануть. Доктор физико-математических наук, академик РАН Владимир Арнольд писал[неавторитетный источник]:

Американские коллеги объяснили мне, что низкий уровень общей культуры и школьного образования в их стране — сознательное достижение ради экономических целей. Дело в том, что, начитавшись книг, образованный человек становится худшим покупателем: он меньше покупает и стиральных машин, и автомобилей, начинает предпочитать им Моцарта или Ван Гога, Шекспира или теоремы. От этого страдает экономика общества потребления и, прежде всего, доходы хозяев жизни — вот они и стремятся не допустить культурности и образованности (которые, вдобавок, мешают им манипулировать населением, как лишённым интеллекта стадом).

- Многие религиозные организации официально осуждают идеалы общества потребления, мотивируя тем, что они расходятся с религиозными догмами и разрушают душевное и физическое состояние человека страстями. В частности, патриарх Московский и всея Руси Кирилл аргументировал такую позицию следующими доводами:

Простые люди покупают вещь — и радуются. А безудержное потребление убирает эту радость… Человек себя обкрадывает. Если всё общество встанет на путь такого безудержного потребления, то и земля наша, ресурсы её этого не выдержат! Уже доказано, что если средний уровень потребления будет такой, как в США, то основных ресурсов хватит всего на 40-50 лет. Бог не дал нам ресурсов, чтобы всем жить так. А если все не могут жить так — что означают эти колоссальные имущественные диспропорции?
— «Патриарх Кирилл: „Я приехал как паломник“», газета Аргументы и факты в Украине № 32 (677) от 05.08.2009

## В России
Как отмечал академик Вячеслав Семёнович Стёпин: "Идеалы потребительского общества, возникшие как естественный итог техногенного развития и начавшиеся складываться уже в эпоху индустриализма, бесспорно оказали влияние на многие течения этого периода, в том числе и на марксистскую концепцию коммунизма. Он провозглашался такой ступенью общественного развития, когда будет обеспечено удовлетворение возрастающих потребностей на основе ускоренного развития производительных сил". 
Общество потребления в постсоветский период в России. Согласно «Российской Бизнес-Газете», анализ последнего пятилетия показывает стабильно высокие темпы развития российского потребительского рынка — 10—15 % прироста ежегодно. Даже негативное влияние инфляционных процессов не останавливает наметившуюся с 2000 года тенденцию превращения России в постиндустриальное общество потребления.
По информации Центробанка, в 2004—2005 годах в России наметилась тенденция превышения темпами роста потребительских расходов населения темпов роста его доходов. Специалисты Банка России уверены, что в этом виновато кредитование потребителей, которое развивается бурными темпами и меняет психологию россиян, стимулируя потребление.
Финансовый кризис 2008—2009 годов в России затормозил темпы развития общества потребления.

## Связанные явления
Вещизм (ониомания) — пристрастие к вещам, материальным ценностям в ущерб духовным ценностям. Термин в основном употреблялся в СССР, где престижность вещей часто определялась не стоимостью, а дефицитностью — соответственно многие люди были озабочены их «доставанием».
«Потреблудие» (англ. affluenza — термин, составленный из слов influenza (грипп) и affluence (богатство)) — обозначает «эпидемию» чрезмерного труда (например, когда человек подрабатывает в дополнение к основной работе), роста потребительской задолженности и постоянной озабоченности своим материальным положением.
В поджанре фантастической литературы утильпанке отношение к вещам определяется не денежной стоимостью, а функциональностью и доступностью к переделке. Утильпанк изображает поляризованный мир, где ложные мечты о ярком будущем часто строятся за счёт самых обездоленных и бесправных на фоне кризиса и истощения Земли.